# Pjotr Adolfowitsch Ozup
Pjotr Adolfowitsch Ozup (russisch Пётр Адольфович Оцуп, wiss. Transliteration Pëtr Adol’fovič Ocup; * 9. Julijul. / 21. Juli 1883greg. in Sankt Petersburg; † 23. Januar 1963 in Moskau) war ein russischer Fotograf.
Ozup begann seine Tätigkeit als Fotograf bei dem Fotografen W. Jaswoina in Sankt Petersburg. Von 1900 bis 1917 war er für Zeitschriften wie Niwa, Rodina, Ogonjok, Iskra und Solnze Rossii tätig. Während des Russisch-Japanischen Krieges war er Fotoreporter an der Front.
In den Jahren von Oktoberrevolution und Bürgerkrieg gelang es ihm, einige der spannendsten und bezeichnendsten Momente zu dokumentieren. Sein Werk umfasst ungefähr 40.000 Fotografien.